# Asplenium commixtum
Asplenium commixtum là một loài dương xỉ trong họ Aspleniaceae. Loài này được Ching mô tả khoa học đầu tiên năm 1958.
Danh pháp khoa học của loài này chưa được làm sáng tỏ. 